# Пронино (Никольское сельское поселение)
Пронино — деревня в Шекснинском районе Вологодской области.
Входит в состав сельского поселения Никольского, с точки зрения административно-территориального деления — в Никольский сельсовет.
Расстояние по автодороге до районного центра Шексны — 3,5 км, до центра муниципального образования Прогресса — 2,5 км. Ближайшие населённые пункты — Селино, Мальгино, Мальгино, Кренево, Барово, Лукинки, Прогресс, Большое Митенино.
По переписи 2002 года население — 12 человек.